# Municipio de Perry (condado de Muskingum)
El municipio de Perry (en inglés: Perry Township) es un municipio ubicado en el condado de Muskingum en el estado estadounidense de Ohio. En el año 2010 tenía una población de 2621 habitantes y una densidad poblacional de 39,52 personas por km².

## Geografía
El municipio de Perry se encuentra ubicado en las coordenadas 39°58′34″N 81°51′57″O / 39.97611, -81.86583. Según la Oficina del Censo de los Estados Unidos, el municipio tiene una superficie total de 66.31 km², de la cual 66.28 km² corresponden a tierra firme y (0.05%) 0.04 km² es agua.

## Demografía
Según el censo de 2010, había 2621 personas residiendo en el municipio de Perry. La densidad de población era de 39,52 hab./km². De los 2621 habitantes, el municipio de Perry estaba compuesto por el 97.02% blancos, el 0.65% eran afroamericanos, el 0.08% eran amerindios, el 0.46% eran asiáticos, el 0.15% eran isleños del Pacífico, el 0.04% eran de otras razas y el 1.6% pertenecían a dos o más razas. Del total de la población el 0.95% eran hispanos o latinos de cualquier raza.